# D-Sub

Schémata konektorů D-sub

D-sub (celé jméno: D-subminiature) označuje rodinu konektorů (zásuvek i vidlic) používaných pro přenos elektronických signálů mezi zařízeními. Standardní konektory D-sub mají 9, 15, 25, 37 nebo 50 vývodů. Konektor typu "samec" (male) má piny (kolíky) a jeho správný název je vidlice. Konektor typu "samice" (female) má zdířky, jeho název je zásuvka. Standard D-sub určuje pouze fyzické provedení konektoru, nikoli způsob jeho použití. Kromě konektorů ze základní řady se používají i "HD" konektory s vyšší hustotou pinů.
Výhodou těchto konektorů je robustnost a dobrá dostupnost.

## Historie
Tyto konektory zavedla v roce 1952 americká firma ITT-Cannon jako svoji řadu "D", pro jejich na tehdejší dobu velmi malé rozměry je pojmenovala D-subminiature (česky D-subminiaturní). Tento typ konektoru byl poměrně brzy začleněn do různých norem, zvl. do standardu MIL 24308.

## Označování
První dvě písmena označují vnější rozměr konektoru, číslo za nimi označuje počet vývodů. Dále se většinou přidává písmeno "M" pro "samčí" (anglicky male) konektor nebo "F" pro "samičí" (anglicky female) konektor. Např. DE-15 F je 15-pinová "HD" zásuvka (tj. "samičí" konektor se zdířkami), který bývá na počítači pro "analogové" připojení monitoru.
Při pojmenovávání konektorů D-Sub se projevuje v nebývalé míře "lidová tvořivost". V českých obchodech se součástkami se téměř nesetkáme se správným značením. Pro celou řadu se používá např. označení "DB", jako DB-9 místo DE-9. Často lze také narazit na označení jako Canon9 nebo Canon-9, případně Cannon-9 (zde je správně alespoň jméno firmy). Dokonce se lze setkat i se záměnou Sub-D místo D-Sub.
|                          | Standardní D-Sub | Standardní D-Sub | HD D-Sub  | HD D-Sub   |
| Velikost (druhé písmeno) | Počet řad        | Počet pólů       | Počet řad | Počet pólů |
| ------------------------ | ---------------- | ---------------- | --------- | ---------- |
| E                        | 2                | 9                | 3         | 15         |
| A                        | 2                | 15               | 3         | 26         |
| B                        | 2                | 25               | 3         | 44         |
| C                        | 2                | 37               | 3         | 62         |
| D                        | 3                | 50               | 4         | 78         |
| F                        |                  |                  | 5         | 104        |

## Geometrie kontaktů
Piny standardních D-Sub konektorů mají průměr 1 mm. Řady pinů mají "vertikální" rozteč 2,84 mm, piny v řadě mají "horizontální" periodu 2,77 mm. Piny v sousedních řadách jsou horizontálně posunuty o polovinu periody.

## Číslování
Čísla pinů nebo zdířek jsou většinou uvedena malým písmem přímo u pinů nebo zdířek konektoru. Piny "samčích" konektorů se číslují při pohledu zepředu zleva doprava a shora dolů, když širší stranu konektoru považujeme za horní, první pin má číslo 1. Zdířky "samičích" konektorů se číslují zprava doleva a shora dolů, takže odpovídající pin a zdířka mají stejné číslo.

DE-15 (15pólová vidlice)
DE-15 (15pólová zásuvka)
DE-9 (9pólová vidlice)
DE-9 (9pólová zásuvka)
DA-15 (15pólová vidlice)
DA-15 (15pólová zásuvka)
DB-25 (25pólová vidlice)
DB-25 (25pólová zásuvka)

## Použití

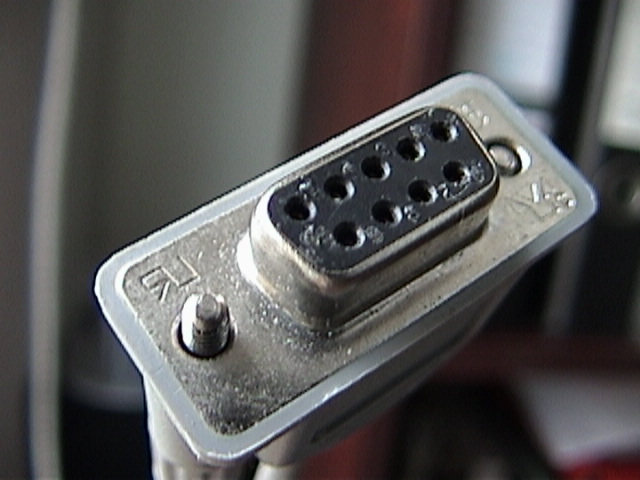
konektor DE-9 F zásuvka (samice)

- Konektor DE-9 se v osobních počítačích vycházejících z IBM PC používá pro sériové linky standardu RS-232 (COM). Dnes již většina počítačů linku RS-232 neobsahuje. Konektory DE9 se často nesprávně označují jako "DB9" nebo "DB-9", také jako "Canon 9". Na PC je DE-9 M (samec), na připojovaném kabelu DE-9 F (samice). Rovněž se používají při realizaci sběrnice CAN, například v průmyslové automatizaci.
- Konektor DE-15 se v osobních počítačích vycházejících z IBM-PC používá pro připojení monitoru. Na PC je DE-15 F (samice), na připojovaném kabelu DE-15 M (samec) a podle přenosového standardu se označuje jako výstup VGA.
- Konektor DA-15 se v PC používá jako "GamePort" pro připojení joysticku a jiných herních ovladačů, v současnosti jej nahradilo USB.
- Konektor DB-25 se v PC používá pro připojení tiskáren (port "LPT"), v současnosti jej nahrazuje USB nebo ethernet.